# Connie Francis/Diskografie
Diese Diskografie ist eine Übersicht über die musikalischen Werke der US-amerikanischen Schlagersängerin Connie Francis. Den Quellenangaben zufolge hat sie bisher mehr als 100 Millionen Tonträger verkauft. Ihre erfolgreichste Veröffentlichung laut Schallplattenauszeichnungen ist die Kompilation The Very Best Of Connie Francis mit über 500.000 verkauften Einheiten. Ihre erfolgreichste Veröffentlichung in Deutschland ist die Single Jive Connie mit über 250.000 verkaufter Einheiten, womit es zu den meistverkauften Schlagern seit 1975 zählt.

## Allgemeine Hinweise zur Interpretation
Aus Gründen der besseren Übersicht, umfasst die Diskografie lediglich Veröffentlichungen aus Deutschland, dem Vereinigten Königreich sowie den Vereinigten Staaten.

## Alben

### Studioalben
| Jahr | Titel Musiklabel Katalog-Nr. | Höchstplatzierung, Gesamtwochen, AuszeichnungChartplatzierungen (Jahr, Titel, Musiklabel Katalog-Nr., Platzierungen, Wochen, Auszeichnungen, Anmerkungen) | Höchstplatzierung, Gesamtwochen, AuszeichnungChartplatzierungen (Jahr, Titel, Musiklabel Katalog-Nr., Platzierungen, Wochen, Auszeichnungen, Anmerkungen) | Höchstplatzierung, Gesamtwochen, AuszeichnungChartplatzierungen (Jahr, Titel, Musiklabel Katalog-Nr., Platzierungen, Wochen, Auszeichnungen, Anmerkungen) | Höchstplatzierung, Gesamtwochen, AuszeichnungChartplatzierungen (Jahr, Titel, Musiklabel Katalog-Nr., Platzierungen, Wochen, Auszeichnungen, Anmerkungen) | Höchstplatzierung, Gesamtwochen, AuszeichnungChartplatzierungen (Jahr, Titel, Musiklabel Katalog-Nr., Platzierungen, Wochen, Auszeichnungen, Anmerkungen) | Anmerkungen                          |
| Jahr | Titel Musiklabel Katalog-Nr. | DE | AT | CH | UK | US | Anmerkungen                          |
| ---- | --- | --- | --- | --- | --- | --- | ------------------------------------ |
| 1958 | Who’s Sorry Now? • UK: MGM D-153 • US: MGM E-3686 | — | — | — | — | — | Erstveröffentlichung: April 1958     |
| 1959 | The Exciting Connie Francis • DE: MGM 65 010 • UK: MGM C-786 • US: MGM E-3761                                                                        | — | — | — | — | — | Erstveröffentlichung: März 1959      |
| 1959 | My Thanks to You • UK: MGM C-782 • US: MGM E-3776 | — | — | — | — | — | Erstveröffentlichung: Juni 1959      |
| 1959 | Rock ‘n’ Roll Million Sellers • US: MGM E-3794 | — | — | — | UK12 (1 Wo.)UK | — | Erstveröffentlichung: Juni 1959      |
| 1959 | Connie Francis sings Italian Favorites • UK: MGM C-821; MGM CS-6002 • US: MGM E-3791                                                                 | — | — | — | — | US4 (81 Wo.)US | Erstveröffentlichung: November 1959  |
| 1959 | Country & Western – Golden Hits • US: MGM E-3795 | — | — | — | — | — | Erstveröffentlichung: November 1959  |
| 1959 | Connie Francis sings Fun Songs for Children • UK: MGM C-819 • US: Lion Records L-70126; MGM E-4023                                                   | — | — | — | — | — | Erstveröffentlichung: November 1959  |
| 1960 | Connie Francis sings Spanish and Latin American Favorites auch bekannt als: Connie Francis sings Spanish Favorites • DE: MGM 65 046 • US: MGM E-3853 | — | — | — | — | — | Erstveröffentlichung: Juli 1960      |
| 1960 | Connie Francis sings Jewish Favorites • UK: MGM C-845 • US: MGM E-3869                                                                               | — | — | — | — | US69 (10 Wo.)US | Erstveröffentlichung: Oktober 1960   |
| 1960 | More Italian Favorites • US: MGM E-3871 | — | — | — | — | US9 (19 Wo.)US | Erstveröffentlichung: 1960           |
| 1961 | Songs to a Swinging Band • US: MGM E-3893 | — | — | — | — | — | Erstveröffentlichung: Februar 1961   |
| 1961 | Connie Francis sings “Never on Sunday” auch bekannt als: Connie Francis sings Film Hits • DE: MGM 65 023 • US: MGM E-3965                            | — | — | — | — | US11 (34 Wo.)US | Erstveröffentlichung: September 1961 |
| 1961 | Sing Along with Connie Francis • US: MatiMor Superecords 8002                                                                                        | — | — | — | — | — | Erstveröffentlichung: September 1961 |
| 1961 | Connie Francis Sings Folk Song Favorites • US: MGM E-3969                                                                                            | — | — | — | — | — | Erstveröffentlichung: Oktober 1961   |
| 1962 | Connie Francis sings Irish Favorites • US: MGM E-4013                                                                                                | — | — | — | — | — | Erstveröffentlichung: Februar 1962   |
| 1962 | Do the Twist auch bekannt als: Dance Party • US: MGM E-4022                                                                                          | — | — | — | — | US47 (17 Wo.)US | Erstveröffentlichung: Februar 1962   |
| 1962 | Connie Francis sings “Second Hand Love” • US: MGM E-3853                                                                                             | — | — | — | — | — | Erstveröffentlichung: Mai 1962       |
| 1962 | Connie Francis Sings • US: MGM E-4049 | — | — | — | — | US111 (9 Wo.)US | Erstveröffentlichung: 1962           |
| 1962 | Country Music – Connie Style • DE: MGM 65 033 • US: MGM E-4079                                                                                       | — | — | — | — | US22 (14 Wo.)US | Erstveröffentlichung: August 1962    |
| 1962 | Connie Francis • DE: MGM 65 029 | — | — | — | — | — | Erstveröffentlichung: 1962           |
| 1962 | Connie Francis Sings Modern Italian Favorites • DE: MGM 65 034 • US: MGM E-4102                                                                      | — | — | — | — | US103 (… Wo.)US | Erstveröffentlichung: Dezember 1962  |
| 1963 | Follow the Boys • DE: MGM 65 036 • US: MGM E-4123 | — | — | — | — | US66 (11 Wo.)US | Erstveröffentlichung: Februar 1963   |
| 1963 | Connie Francis sings Award Winning Motion Picture Hits • DE: MGM 65 037 • US: MGM E-4048                                                             | — | — | — | — | US108 (5 Wo.)US | Erstveröffentlichung: April 1963     |
| 1963 | Greatest American Waltzes • US: MGM E-4145 | — | — | — | — | US94 (17 Wo.)US | Erstveröffentlichung: Juli 1963      |
| 1963 | “Mala Femmena” and Connie’s Big Hits from Italy • US: MGM E-4161                                                                                     | — | — | — | — | US70 (13 Wo.)US | Erstveröffentlichung: August 1963    |
| 1963 | In the Summer of His Years • US: MGM E-4210 | — | — | — | — | US126 (2 Wo.)US | Erstveröffentlichung: Dezember 1963  |
| 1964 | Connie Francis Sings German Favorites • US: MGM E-4124                                                                                               | — | — | — | — | — | Erstveröffentlichung: Januar 1964    |
| 1964 | Looking for Love auch bekannt als: Ich wär’ so gerne verliebt • DE: MGM 65 041 • US: MGM E-4210                                                      | — | — | — | — | US122 (9 Wo.)US | Erstveröffentlichung: Juni 1964      |
| 1964 | A New Kind of Connie … • US: MGM E-4253 | — | — | — | — | US149 (2 Wo.)US | Erstveröffentlichung: September 1964 |
| 1965 | Connie Francis Sings “For Mama” • US: MGM E-4294 | — | — | — | — | US78 (15 Wo.)US | Erstveröffentlichung: 1965           |
| 1965 | Connie Francis Sings All Time International Hits • DE: MGM 65 058 • US: MGM E-4298                                                                   | — | — | — | — | — | Erstveröffentlichung: 1965           |
| 1965 | When the Boys Meet the Girls • US: MGM E-4334 | — | — | — | — | US61 (9 Wo.)US | Erstveröffentlichung: 1965           |
| 1966 | Jealous Heart • US: MGM E-4355 | — | — | — | — | — | Erstveröffentlichung: 1966           |
| 1966 | Movie Greats of the 60s • DE: MGM 65 065 • US: MGM E-4382                                                                                            | — | — | — | — | — | Erstveröffentlichung: Juli 1966      |
| 1966 | Melodien, die die Welt erobern • DE: MGM 65 061 | — | — | — | — | — | Erstveröffentlichung: Oktober 1966   |
| 1966 | Connie Francis and the Kids Next Door • US: MGM LES-903                                                                                              | — | — | — | — | — | Erstveröffentlichung: Oktober 1966   |
| 1967 | Love, Italian Style • US: MGM E-4448 | — | — | — | — | — | Erstveröffentlichung: Januar 1967    |
| 1967 | Happiness – Connie Francis on Broadway Today • DE: MGM 65 080 • US: MGM E-4472                                                                       | — | — | — | — | — | Erstveröffentlichung: Mai 1967       |
| 1967 | Grandes Exitos del Cine de los Años 60 • US: MGM E-4474                                                                                              | — | — | — | — | — | Erstveröffentlichung: Juli 1967      |
| 1967 | My Heart Cries for You • US: MGM E-4487 | — | — | — | — | — | Erstveröffentlichung: 1967           |
| 1968 | Hawaii Connie • UK: MGM C-8110 • US: MGM E-4522 | — | — | — | — | — | Erstveröffentlichung: 1968           |
| 1968 | Lass mich bei dir sein • DE: MGM 665 089 | — | — | — | — | — | Erstveröffentlichung: 1968           |
| 1968 | Connie & Clyde – Hit Songs of The 30s • DE: MGM 665 103 • US: MGM E-4573                                                                             | — | — | — | — | — | Erstveröffentlichung: Mai 1968       |
| 1968 | Connie Francis Sings Bacharach & David • US: MGM E-4585                                                                                              | — | — | — | — | — | Erstveröffentlichung: November 1968  |
| 1969 | The Wedding Cake • US: MGM SE-4637 | — | — | — | — | — | Erstveröffentlichung: 1969           |
| 1969 | Connie Francis sings the Songs of Les Reed • US: MGM SE-4655                                                                                         | — | — | — | — | — | Erstveröffentlichung: November 1969  |
| 1978 | Who’s Happy Now? • US: United Artists Records | — | — | — | — | — | Erstveröffentlichung: 1978           |
| 1978 | Was ich bin • DE: United Artists Records 30 196 XOT                                                                                                  | — | — | — | — | — | Erstveröffentlichung: 7. Juli 1978   |
| 1981 | I’m Me Again • US: MGM 1-5406 | — | — | — | — | — | Erstveröffentlichung: 1981           |

grau schraffiert: keine Chartdaten aus diesem Jahr verfügbar

### Gemeinschaftsalben
| Jahr | Titel Musiklabel Katalog-Nr.                                                      | Anmerkungen                                                |
| ---- | --------------------------------------------------------------------------------- | ---------------------------------------------------------- |
| 1964 | Connie Francis & Hank Williams, jr. Sing Great Country Favorites • US: MGM E-4251 | Erstveröffentlichung: November 1964 mit Hank Williams, Jr. |

### Livealben
| Jahr | Titel Musiklabel Katalog-Nr.                                    | Höchstplatzierung, Gesamtwochen, AuszeichnungChartplatzierungen (Jahr, Titel, Musiklabel Katalog-Nr., Platzierungen, Wochen, Auszeichnungen, Anmerkungen) | Höchstplatzierung, Gesamtwochen, AuszeichnungChartplatzierungen (Jahr, Titel, Musiklabel Katalog-Nr., Platzierungen, Wochen, Auszeichnungen, Anmerkungen) | Höchstplatzierung, Gesamtwochen, AuszeichnungChartplatzierungen (Jahr, Titel, Musiklabel Katalog-Nr., Platzierungen, Wochen, Auszeichnungen, Anmerkungen) | Höchstplatzierung, Gesamtwochen, AuszeichnungChartplatzierungen (Jahr, Titel, Musiklabel Katalog-Nr., Platzierungen, Wochen, Auszeichnungen, Anmerkungen) | Höchstplatzierung, Gesamtwochen, AuszeichnungChartplatzierungen (Jahr, Titel, Musiklabel Katalog-Nr., Platzierungen, Wochen, Auszeichnungen, Anmerkungen) | Anmerkungen                |
| Jahr | Titel Musiklabel Katalog-Nr.                                    | DE | AT | CH | UK | US | Anmerkungen                |
| ---- | --------------------------------------------------------------- | --- | --- | --- | --- | --- | -------------------------- |
| 1961 | Connie Francis at The Copa • US: MGM E-3913                     | — | — | — | — | US65 (19 Wo.)US | Erstveröffentlichung: 1961 |
| 1966 | Connie Francis Live at The Sahara in Las Vegas • US: MGM E-4411 | — | — | — | — | — | Erstveröffentlichung: 1966 |

grau schraffiert: keine Chartdaten aus diesem Jahr verfügbar

### Kompilationen
| Jahr | Titel Musiklabel Katalog-Nr.                                                                    | Höchstplatzierung, Gesamtwochen, AuszeichnungChartplatzierungen (Jahr, Titel, Musiklabel Katalog-Nr., Platzierungen, Wochen, Auszeichnungen, Anmerkungen) | Höchstplatzierung, Gesamtwochen, AuszeichnungChartplatzierungen (Jahr, Titel, Musiklabel Katalog-Nr., Platzierungen, Wochen, Auszeichnungen, Anmerkungen) | Höchstplatzierung, Gesamtwochen, AuszeichnungChartplatzierungen (Jahr, Titel, Musiklabel Katalog-Nr., Platzierungen, Wochen, Auszeichnungen, Anmerkungen) | Höchstplatzierung, Gesamtwochen, AuszeichnungChartplatzierungen (Jahr, Titel, Musiklabel Katalog-Nr., Platzierungen, Wochen, Auszeichnungen, Anmerkungen) | Höchstplatzierung, Gesamtwochen, AuszeichnungChartplatzierungen (Jahr, Titel, Musiklabel Katalog-Nr., Platzierungen, Wochen, Auszeichnungen, Anmerkungen) | Anmerkungen                                   |
| Jahr | Titel Musiklabel Katalog-Nr.                                                                    | DE | AT | CH | UK | US | Anmerkungen                                   |
| ---- | ----------------------------------------------------------------------------------------------- | --- | --- | --- | --- | --- | --------------------------------------------- |
| 1959 | Connie’s Greatest Hits • DE: MGM 65 017 • UK: MGM-C-831 • US: MGM E-3793                        | — | — | — | UK16 (3 Wo.)UK | US17 (100 Wo.)US | Erstveröffentlichung: 1959                    |
| 1961 | More Greatest Hits • US: MGM E-3942                                                             | — | — | — | — | US39 (17 Wo.)US | Erstveröffentlichung: 1961                    |
| 1963 | 16 of Connie’s Biggest Hits • UK: MGM C-970                                                     | — | — | — | — | — | Erstveröffentlichung: 1963                    |
| 1963 | The Very Best Of Connie Francis • US: MGM ST-90510                                              | — | — | — | — | US68 Gold · (23 Wo.)US | Erstveröffentlichung: August 1963             |
| 1964 | My Greatest Songs • DE: MGM 65 039                                                              | — | — | — | — | — | Erstveröffentlichung: 1964                    |
| 1964 | Ihre großen Erfolge • DE: MGM 65 040                                                            | — | — | — | — | — | Erstveröffentlichung: 1964                    |
| 1966 | The Best of Connie Francis • UK: MGM C-8041                                                     | — | — | — | — | — | Erstveröffentlichung: 1966                    |
| 1966 | Somewhere, My Love • DE: Polydor 60 709                                                         | — | — | — | — | — | Erstveröffentlichung: Juni 1966               |
| 1977 | 20 All Time Greats • UK: Polydor 2391290                                                        | — | — | — | UK1 Gold · (22 Wo.)UK | — | Erstveröffentlichung: 1977                    |
| 1979 | Stargala • DE: Polydor 2664 407                                                                 | — | — | — | — | — | Erstveröffentlichung: 1979                    |
| 1990 | Where the Hits Are • US: Malaco Records 2003                                                    | — | — | — | — | — | Erstveröffentlichung: 7. August 1990          |
| 1991 | 24 Greatest Hits • DE: Companion 6187082                                                        | — | — | — | — | — | Erstveröffentlichung: 1991                    |
| 1991 | Das große deutsche Schlager-Archiv • DE: Sono Cord 281/36 270-7                                 | — | — | — | — | — | Erstveröffentlichung: 1991 mit Conny Froboess |
| 1992 | Jive Connie – Connie Francis Party Power • DE: Polydor 513 432-4                                | DE27 (22 Wo.)DE | AT9 (16 Wo.)AT | — | — | — | Erstveröffentlichung: 1992                    |
| 1993 | The Singles Collection • DE: Polydor 519 131-2                                                  | — | — | — | UK12 (5 Wo.)UK | — | Erstveröffentlichung: 5. April 1993           |
| 1997 | The Hits Collection • UK: Spectrum Music                                                        | — | — | — | UK— SilberUK | — | Erstveröffentlichung: 28. Juli 1997           |
| 1997 | Die Liebe ist ein seltsames Spiel • DE: Polydor 539 503-2                                       | — | — | — | — | — | Erstveröffentlichung: 27. Oktober 1997        |
| 1997 | The Italian Collection Volume One • DE: Polydor 539556-2                                        | — | — | — | — | — | Erstveröffentlichung: 18. November 1997       |
| 1999 | The Collection • DE: Spectrum 554 702-2                                                         | — | — | — | — | — | Erstveröffentlichung: 19. Januar 1999         |
| 2006 | Connie Sings Buddy • DE: ZYX HIB 10136-2                                                        | — | — | — | — | — | Erstveröffentlichung: 2006                    |
| 2007 | Hold Me Thrill Me Kiss Me • DE: Pegasus EM44747-93                                              | — | — | — | — | — | Erstveröffentlichung: 15. April 2007          |
| 2008 | Star Edition • DE: Koch Universal 060075303735                                                  | — | — | — | — | — | Erstveröffentlichung: 22. Februar 2008        |
| 2010 | A Little Bit of Country – A Little Bit of Rock & Roll • DE: Alive 826512                        | — | — | — | — | — | Erstveröffentlichung: 12. März 2010           |
| 2010 | Golden Greats • DE: Disky DMP906429                                                             | — | — | — | — | — | Erstveröffentlichung: 26. März 2010           |
| 2010 | Stupid Cupid – 50 of the Best Hits • DE: ZYX TIP 77316-2                                        | — | — | — | — | — | Erstveröffentlichung: 24. September 2010      |
| 2012 | Everybody’s Somebody’s Fool – The Very Best of Connie Francis 1959–1961 • DE: Jasmine JASCD 203 | — | — | — | — | — | Erstveröffentlichung: 24. Februar 2012        |
| 2012 | 28 Greatest Hits • DE: Remember RMB75166                                                        | — | — | — | — | — | Erstveröffentlichung: 7. April 2012           |
| 2013 | Greatest Hits Plus • DE: Golden Stars GSS5699                                                   | — | — | — | — | — | Erstveröffentlichung: 5. April 2013           |
| 2015 | Country & Western, Connie Francis Style • DE: Jasmine Records JASMCD 3660                       | — | — | — | — | — | Erstveröffentlichung: 21. August 2015         |
| 2015 | Extended Play … • DE: High Note EXTPCD606                                                       | — | — | — | — | — | Erstveröffentlichung: 28. August 2015         |
| 2015 | Lipstick on Your Collar – The Collection • DE: MC Deluxe MCDLXL 002                             | — | — | — | — | — | Erstveröffentlichung: 6. November 2015        |
| 2018 | Die Liebe ist ein seltsames Spiel • DE: LaserLight/Delta N16386                                 | — | — | — | — | — | Erstveröffentlichung: 2. Februar 2018         |
| 2018 | Connie Francis Sings Country Hits • DE: Not Now NOT2CD 706                                      | — | — | — | — | — | Erstveröffentlichung: 20. Juli 2018           |
| 2019 | The Album • DE: Power Station POW2346                                                           | — | — | — | — | — | Erstveröffentlichung: 8. April 2019           |
| 2019 | My Happiness • DE: Cult Legends CL78793                                                         | — | — | — | — | — | Erstveröffentlichung: 25. Juli 2019           |

grau schraffiert: keine Chartdaten aus diesem Jahr verfügbar

### EPs
| Jahr | Titel Musiklabel Katalog-Nr.                                         | Höchstplatzierung, Gesamtwochen, AuszeichnungChartplatzierungen (Jahr, Titel, Musiklabel Katalog-Nr., Platzierungen, Wochen, Auszeichnungen, Anmerkungen) | Höchstplatzierung, Gesamtwochen, AuszeichnungChartplatzierungen (Jahr, Titel, Musiklabel Katalog-Nr., Platzierungen, Wochen, Auszeichnungen, Anmerkungen) | Höchstplatzierung, Gesamtwochen, AuszeichnungChartplatzierungen (Jahr, Titel, Musiklabel Katalog-Nr., Platzierungen, Wochen, Auszeichnungen, Anmerkungen) | Höchstplatzierung, Gesamtwochen, AuszeichnungChartplatzierungen (Jahr, Titel, Musiklabel Katalog-Nr., Platzierungen, Wochen, Auszeichnungen, Anmerkungen) | Höchstplatzierung, Gesamtwochen, AuszeichnungChartplatzierungen (Jahr, Titel, Musiklabel Katalog-Nr., Platzierungen, Wochen, Auszeichnungen, Anmerkungen) | Anmerkungen                                                             |
| Jahr | Titel Musiklabel Katalog-Nr.                                         | DE | AT | CH | UK | US | Anmerkungen                                                             |
| ---- | -------------------------------------------------------------------- | --- | --- | --- | --- | --- | ----------------------------------------------------------------------- |
| 1958 | Connie Francis • US: MGM X 1599                                      | — | — | — | — | — | Erstveröffentlichung: März 1958                                         |
| 1958 | Who’s Sorry Now Vol. I • US: MGM X 1603                              | — | — | — | — | — | Erstveröffentlichung: April 1958                                        |
| 1958 | Who’s Sorry Now Vol. II • US: MGM X 1604                             | — | — | — | — | — | Erstveröffentlichung: April 1958                                        |
| 1958 | Who’s Sorry Now Vol. III • US: MGM X 1605                            | — | — | — | — | — | Erstveröffentlichung: April 1958                                        |
| 1958 | A Girl in Love • UK: MGM EP 658                                      | — | — | — | — | — | Erstveröffentlichung: Mai 1958                                          |
| 1958 | Heartaches • UK: MGM EP 677                                          | — | — | — | — | — | Erstveröffentlichung: Oktober 1958                                      |
| 1959 | If I Didn’t Care • DE: MGM M 21172 • UK: MGM EP 697 • US: MGM X 1662 | — | — | — | — | — | Erstveröffentlichung: Februar 1959 verschiedene Titellisten in DE/UK/US |
| 1959 | Connie Francis • UK: MGM EP 686                                      | — | — | — | — | — | Erstveröffentlichung: März 1959                                         |
| 1959 | The Exciting Connie Francis Vol. 1 • US: MGM X 1663                  | — | — | — | — | — | Erstveröffentlichung: April 1959                                        |
| 1959 | The Exciting Connie Francis Volume 2 • US: MGM X 1664                | — | — | — | — | — | Erstveröffentlichung: April 1959                                        |
| 1959 | The Exciting Connie Francis Vol. 3 • US: MGM X 1665                  | — | — | — | — | — | Erstveröffentlichung: April 1959                                        |
| 1959 | My Thanks to You Vol. 1 • US: MGM X 1675                             | — | — | — | — | — | Erstveröffentlichung: August 1959                                       |
| 1959 | My Thanks to You Vol. 2 • US: MGM X 1676                             | — | — | — | — | — | Erstveröffentlichung: August 1959                                       |
| 1959 | My Thanks to You Vol. 3 • US: MGM X 1677                             | — | — | — | — | — | Erstveröffentlichung: August 1959                                       |
| 1959 | Connie Francis • US: MGM X 1687                                      | — | — | — | — | — | Erstveröffentlichung: September 1959                                    |
| 1959 | Connie Francis My Happiness • US: MGM X 1655                         | — | — | — | — | — | Erstveröffentlichung: November 1959                                     |
| 1959 | My Happiness Connie Francis • DE: MGM 63 001                         | — | — | — | — | — | Erstveröffentlichung: November 1959                                     |
| 1959 | Connie’s Greatest Hits Vol. 1 • US: MGM X 1688                       | — | — | — | — | — | Erstveröffentlichung: November 1959                                     |
| 1959 | Connie’s Greatest Hits Vol. 2 • US: MGM X 1689                       | — | — | — | — | — | Erstveröffentlichung: November 1959                                     |
| 1959 | Connie’s Greatest Hits Vol. 3 • US: MGM X 1690                       | — | — | — | — | — | Erstveröffentlichung: November 1959                                     |
| 1959 | Rock n’ Roll Million Sellers Vol. 1 • US: MGM X 1691                 | — | — | — | — | — | Erstveröffentlichung: November 1959                                     |
| 1959 | Rock n’ Roll Million Sellers Vol. 2 • US: MGM X 1692                 | — | — | — | — | — | Erstveröffentlichung: November 1959                                     |
| 1959 | Rock n’ Roll Million Sellers Vol. 3 • US: MGM X 1693                 | — | — | — | — | — | Erstveröffentlichung: November 1959                                     |
| 1959 | Country & Western Golden Hits Vol. 1 • US: MGM X 1694                | — | — | — | — | — | Erstveröffentlichung: November 1959                                     |
| 1959 | Country & Western Golden Hits Vol. 2 • US: MGM X 1695                | — | — | — | — | — | Erstveröffentlichung: November 1959                                     |
| 1959 | Country & Western Golden Hits Vol. 3 • US: MGM X 1696                | — | — | — | — | — | Erstveröffentlichung: November 1959                                     |
| 1959 | You’re My Everything • UK: MGM-EP-711                                | — | — | — | — | — | Erstveröffentlichung: Dezember 1959                                     |
| 1960 | Connie Francis • US: MGM X 1703                                      | — | — | — | — | — | Erstveröffentlichung: 1960                                              |
| 1960 | Rock ‘n’ Roll Million Sellers • UK: MGM EP 717                       | — | — | — | — | — | Erstveröffentlichung: 8. April 1960                                     |
| 1960 | Rock ‘n’ Roll Million Sellers No. 2 • UK: MGM EP 720                 | — | — | — | — | — | Erstveröffentlichung: April 1960                                        |
| 1960 | Rock ‘n’ Roll Million Sellers No. 3 • UK: MGM EP 731                 | — | — | — | — | — | Erstveröffentlichung: Mai 1960                                          |
| 1960 | Malagueña • US: MGM HT 057-12                                        | — | — | — | — | US42 (9 Wo.)US | Erstveröffentlichung: August 1960                                       |
| 1960 | First Lady of Record • UK: MGM EP 742                                | — | — | — | — | — | Erstveröffentlichung: Dezember 1960                                     |
| 1961 | Connie Francis • DE: MGM 63 010                                      | — | — | — | — | — | Erstveröffentlichung: 1961                                              |
| 1961 | Where the Boys Are • UK: MGM EP 756                                  | — | — | — | — | — | Erstveröffentlichung: August 1961                                       |
| 1961 | Italian Favourites • DE: MGM 63 016                                  | — | — | — | — | — | Erstveröffentlichung: November 1961                                     |
| 1961 | Connie Francis Favourites • UK: MGM EP 759                           | — | — | — | — | — | Erstveröffentlichung: Dezember 1961                                     |
| 1962 | Connie Francis • US: MGM X 1706                                      | — | — | — | — | — | Erstveröffentlichung: 1962                                              |
| 1962 | Connie Francis • DE: MGM 63 019                                      | — | — | — | — | — | Erstveröffentlichung: Januar 1962                                       |
| 1962 | Connie Francis • DE: MGM 63 021                                      | — | — | — | — | — | Erstveröffentlichung: März 1962                                         |
| 1962 | Connie Francis Sings Italian Favourites • UK: MGM-EP-760             | — | — | — | — | — | Erstveröffentlichung: August 1962                                       |
| 1962 | Connie’s American Hits • UK: MGM-EP-769                              | — | — | — | — | — | Erstveröffentlichung: Dezember 1962                                     |
| 1963 | Greatest American Waltzes • US: MGM SLM-4145                         | — | — | — | — | — | Erstveröffentlichung: 1963                                              |
| 1963 | More Italian Favourites Connie Francis • DE: MGM 63 025              | — | — | — | — | — | Erstveröffentlichung: März 1963                                         |
| 1963 | Hey Ring-A-Ding • UK: MGM EP 773                                     | — | — | — | — | — | Erstveröffentlichung: 1. März 1963                                      |
| 1963 | What Kind of Fool am I • UK: MGM EP 775                              | — | — | — | — | — | Erstveröffentlichung: 1. November 1963                                  |
| 1964 | Mala Femmena • UK: MGM EP 780                                        | — | — | — | — | — | Erstveröffentlichung: 1964                                              |
| 1964 | From Italy … with Love • UK: MGM EP 783                              | — | — | — | — | — | Erstveröffentlichung: August 1964                                       |
| 1965 | Country Music Connie Style • US: MGM SLM 4079                        | — | — | — | — | — | Erstveröffentlichung: 1965                                              |
| 1965 | Connie Francis Sings for Mama • UK: MGM EP 789                       | — | — | — | — | — | Erstveröffentlichung: April 1965                                        |
| 1966 | Connie Francis • UK: MGM EP 792                                      | — | — | — | — | — | Erstveröffentlichung: 1966                                              |
| 1966 | Connie Francis Jealous Heart • US: MGM SLM 4355                      | — | — | — | — | — | Erstveröffentlichung: 1966                                              |
| 1966 | Connie Francis Movie Greats of the 60’s • US: MGM SLM 4382           | — | — | — | — | — | Erstveröffentlichung: 1966                                              |

grau schraffiert: keine Chartdaten aus diesem Jahr verfügbar

### Weihnachtsalben
| Jahr | Titel Musiklabel Katalog-Nr.                                                                                                   | Anmerkungen                         |
| ---- | --- | ----------------------------------- |
| 1959 | Christmas in My Heart auch bekannt als: Christmas with Connie oder Connie’s Christmas • UK: MGM C-797 • US: MGM E-3792; E-4399 | Erstveröffentlichung: November 1959 |

## Singles

Schallplattenetikett von Barcarole in der Nacht

| Jahr | Titel Musiklabel Katalog-Nr. | Höchstplatzierung, Gesamtwochen/‑monate, AuszeichnungChartplatzierungen (Jahr, Titel, Musiklabel Katalog-Nr., Platzierungen, Wochen/Monate, Auszeichnungen, Anmerkungen) | Höchstplatzierung, Gesamtwochen/‑monate, AuszeichnungChartplatzierungen (Jahr, Titel, Musiklabel Katalog-Nr., Platzierungen, Wochen/Monate, Auszeichnungen, Anmerkungen) | Höchstplatzierung, Gesamtwochen/‑monate, AuszeichnungChartplatzierungen (Jahr, Titel, Musiklabel Katalog-Nr., Platzierungen, Wochen/Monate, Auszeichnungen, Anmerkungen) | Höchstplatzierung, Gesamtwochen/‑monate, AuszeichnungChartplatzierungen (Jahr, Titel, Musiklabel Katalog-Nr., Platzierungen, Wochen/Monate, Auszeichnungen, Anmerkungen) | Höchstplatzierung, Gesamtwochen/‑monate, AuszeichnungChartplatzierungen (Jahr, Titel, Musiklabel Katalog-Nr., Platzierungen, Wochen/Monate, Auszeichnungen, Anmerkungen) | Anmerkungen | [↑]: gemeinsam behandelt mit vorhergehendem Eintrag; [←]: in beiden Charts platziert |
| Jahr | Titel Musiklabel Katalog-Nr. | DE | AT | CH | UK | US | Anmerkungen |                                                                                      |
| ---- | --- | --- | --- | --- | --- | --- | --- | ------------------------------------------------------------------------------------ |
| 1955 | Freddy • US: MGM K 12015 | — | — | — | — | — | Erstveröffentlichung: Juni 1955                                                                                      |                                                                                      |
| 1955 | (Oh Please) Make Him Jealous • US: MGM K 12056 | — | — | — | — | — | Erstveröffentlichung: Juli 1955                                                                                      |                                                                                      |
| 1955 | Are You Satisfied? • US: MGM K 12122 | — | — | — | — | — | Erstveröffentlichung: November 1955                                                                                  |                                                                                      |
| 1956 | My First Real Love • UK: MGM-SP 1169 • US: MGM K 12191 | — | — | — | — | — | Erstveröffentlichung: Februar 1956                                                                                   |                                                                                      |
| 1956 | Forgetting • US: MGM K 12251 | — | — | — | — | — | Erstveröffentlichung: Mai 1956                                                                                       |                                                                                      |
| 1956 | Everyone Needs Someone / My Sailor Boy • UK: MGM 932 (A-Seite: My Sailor Boy) • US: MGM K 12335 (A-Seite: Everyone Needs Someone)                                                                                            | — | — | — | — | — | Erstveröffentlichung: September 1956                                                                                 |                                                                                      |
| 1956 | I Never Had a Sweetheart • UK: MGM 945 • US: MGM K 12375 | — | — | — | — | — | Erstveröffentlichung: November 1956                                                                                  |                                                                                      |
| 1957 | No Other One • US: MGM K 12440 | — | — | — | — | — | Erstveröffentlichung: März 1957                                                                                      |                                                                                      |
| 1957 | Faded Orchid / Eighteen • UK: MGM 962 (A-Seite: Eighteen) • US: MGM K 12490 (A-Seite: Faded Orchid) | — | — | — | — | — | Erstveröffentlichung: Mai 1957                                                                                       |                                                                                      |
| 1957 | The Majesty of Love • UK: MGM 969 • US: MGM K 12555 | — | — | — | — | US93 (1 Wo.)US | Erstveröffentlichung: 16. September 1957 mit Marvin Rainwater Verkäufe: + 1.000.000                                  |                                                                                      |
| 1957 | Who’s Sorry Now • DE: MGM 61 031 • UK: MGM 975 • US: MGM K 12588 | — | — | — | UK1 (25 Wo.)UK | US4 (22 Wo.)US | Erstveröffentlichung: September 1957 Verkäufe: + 1.000.000                                                           |                                                                                      |
| 1958 | Lock Up Your Heart / I’m Sorry I Made You Cry* • UK:MGM 982 (A-Seite: I’m Sorry I Made You Cry) • US: MGM K 12647 (A-Seite: Lock Up Your Heart)                                                                              | — | — | — | UK11 (10 Wo.)UK | US36 (12 Wo.)US | Erstveröffentlichung: April 1958 *Original: Nick Jeannine Clesi                                                      |                                                                                      |
| 1958 | Heartaches • US: MGM K 12669 | — | — | — | — | — | Erstveröffentlichung: Juni 1958                                                                                      |                                                                                      |
| 1958 | Stupid Cupid • DE: MGM M 21009 • UK: MGM 985 • US: MGM K 12683 | — | — | — | UK1 (19 Wo.)UK | US17 (14 Wo.)US | Erstveröffentlichung: 25. Juni 1958                                                                                  |                                                                                      |
| 1958 | Fallin’ • US: MGM K 12713 | — | — | — | UK20 (5 Wo.)UK | US30 (10 Wo.)US | Erstveröffentlichung: 17. September 1958                                                                             |                                                                                      |
| 1958 | I’ll Get By / Fallin’ • DE: MGM M 21064 (A-Seite: Fallin’) • UK: MGM 993 (A-Seite: I’ll Get By) | — | — | — | UK19 (6 Wo.)UK | — | Erstveröffentlichung: Oktober 1958                                                                                   |                                                                                      |
| 1958 | You Always Hurt the One You Love • UK: MGM 998 | — | — | — | UK13 (7 Wo.)UK | — | Erstveröffentlichung: November 1958                                                                                  |                                                                                      |
| 1958 | My Happiness • DE: MGM M 21100 • UK: MGM 1001 • US: MGM K 12738 | DE10 (4 Mt.)DE | — | — | UK4 (15 Wo.)UK | US2 (18 Wo.)US | Erstveröffentlichung: 19. November 1958 Verkäufe: + 1.000.000                                                        |                                                                                      |
| 1959 | If I Didn’t Care • UK: MGM 1012 | — | — | — | — | US22 (11 Wo.)US | Erstveröffentlichung: März 1959                                                                                      |                                                                                      |
| 1959 | Lipstick on Your Collar • DE: MGM M 21193 • UK: MGM 1018 • US: MGM K 12793 | — | — | — | UK3 (16 Wo.)UK | US5 (17 Wo.)US | Erstveröffentlichung: Mai 1959 Verkäufe: + 1.000.000                                                                 |                                                                                      |
| 1959 | Frankie • US: MGM | — | — | — | — | US9 (15 Wo.)US | Erstveröffentlichung: Mai 1959                                                                                       |                                                                                      |
| 1959 | You’re Gonna Miss Me • DE: MGM 61 005 (A-Seite: Plenty Good Lovin’) • UK: MGM 1036 (A-Seite: Plenty Good Lovin’) • US: MGM K 12824 (A-Seite: You’re Gonna Miss Me)                                                           | — | — | — | UK18 (6 Wo.)UK | US34 (10 Wo.)US | Erstveröffentlichung: August 1959                                                                                    |                                                                                      |
| 1959 | Plenty Good Lovin’ • US: MGM K 12824 (A-Seite: You’re Gonna Miss Me) | — | — | — | — | US69 (7 Wo.)US | Erstveröffentlichung: August 1959                                                                                    |                                                                                      |
| 1959 | Among My Souvenirs • DE: MGM 61 009 • UK: MGM-1046 • US: MGM Golden Circle KGC136 | — | — | — | UK11 (10 Wo.)UK | US7 (15 Wo.)US | Erstveröffentlichung: Oktober 1959 Verkäufe: + 1.000.000                                                             |                                                                                      |
| 1959 | God Bless America • US: MGM K 12841 | — | — | — | — | US36 (11 Wo.)US | Erstveröffentlichung: November 1959 Original: Kate Smith                                                             |                                                                                      |
| 1960 | Mama • DE: MGM 61 017 • UK: MGM 1070 • US: MGM K 12878 | — | — | — | UK2 (19 Wo.)UK | US8 (13 Wo.)US | Erstveröffentlichung: Februar 1960 Verkäufe: + 1.000.000 Original: Beniamino Gigli – Mamma                           |                                                                                      |
| 1960 | Teddy • US: MGM 9043 | — | — | — | — | US17 (11 Wo.)US | Erstveröffentlichung: Februar 1960                                                                                   |                                                                                      |
| 1960 | Jealous of You (tango della gelosia) • DE: MGM 61 705 • US: MGM K 12899 | — | — | — | — | US19 (11 Wo.)US | Erstveröffentlichung: April 1960                                                                                     |                                                                                      |
| 1960 | Valentino • DE: MGM 61 018 • UK: MGM 1060 | — | — | — | UK27 (8 Wo.)UK | — | Erstveröffentlichung: Mai 1960                                                                                       |                                                                                      |
| 1960 | Everybody’s Somebody’s Fool • DE: MGM 61 023 • UK: MGM 1086 • US: MGM Golden Circle KGC 165 | DE26 (1 Mt.)DE | — | — | UK5 (13 Wo.)UK | US1 (18 Wo.)US | Erstveröffentlichung: 1. Mai 1960 Verkäufe: + 1.000.000                                                              |                                                                                      |
| 1960 | Die Liebe ist ein seltsames Spiel • DE: MGM 61 025 | DE3 (7 Mt.)DE | — | —[UK: ↑][US: ↑] | UK5 (13 Wo.)UK | US1 (18 Wo.)US | Erstveröffentlichung: Juli 1960 DE-Version von Everybody’s Somebody’s Fool                                           |                                                                                      |
| 1960 | My Heart Has a Mind of Its Own • DE: MGM 61 028 • UK: MGM 1100 • US: MGM K 12923 | — | — | — | UK3 (15 Wo.)UK | US1 (17 Wo.)US | Erstveröffentlichung: August 1960 Verkäufe: + 1.000.000                                                              |                                                                                      |
| 1960 | Many Tears Ago • DE: MGM 61 034 • UK: MGM 1111 • US: MGM K 12964 | — | — | — | UK12 (9 Wo.)UK | US7 (13 Wo.)US | Erstveröffentlichung: Oktober 1960 Verkäufe: + 1.000.000                                                             |                                                                                      |
| 1960 | Senza Mama (With No One) • US: MGM Golden Circle KGC 156 | — | — | — | — | US87 (1 Wo.)US | Erstveröffentlichung: Oktober 1960 B-Seite von Many Tears Ago                                                        |                                                                                      |
| 1960 | Ich komm nie mehr von dir los • DE: MGM 61 035 | DE39 (1 Mt.)DE | — | — | — | — | Erstveröffentlichung: Dezember 1960                                                                                  |                                                                                      |
| 1960 | Where the Boys Are / Atashi No (japanische Version) • DE: MGM 61 038 (EN-Version) • UK: MGM 1121 (EN-Version) • US: MGM K 12971 (EN-Version); MGM K 13005 (JP-Version)                                                       | — | — | — | UK5 (14 Wo.)UK | US4 (15 Wo.)US | Erstveröffentlichung: Dezember 1960 (EN-Version) Erstveröffentlichung: April 1961 (JP-Version) Verkäufe: + 1.000.000 |                                                                                      |
| 1960 | No One | — | — | — | — | US34 (8 Wo.)US | Erstveröffentlichung: Dezember 1960                                                                                  |                                                                                      |
| 1961 | Wenn ich träume • DE: MGM 61 039 | — | — | — | — | — | Erstveröffentlichung: Januar 1961                                                                                    |                                                                                      |
| 1961 | Breakin’ in a Brand New Broken Heart • DE: 61 041 • UK: MGM 1136 • US: MGM K 12995 | — | — | — | UK12 (11 Wo.)UK | US7 (10 Wo.)US | Erstveröffentlichung: März 1961                                                                                      |                                                                                      |
| 1961 | Schöner, fremder Mann • DE: MGM 61 042 | DE3 (6 Mt.)DE | — | — | — | — | Erstveröffentlichung: April 1961 Original: Connie Francis – Someone Else’s Boy                                       |                                                                                      |
| 1961 | Together • DE: MGM 61 045 • UK: MGM 1138 • US: MGM K 13019 | — | — | — | UK6 (11 Wo.)UK | US6 (11 Wo.)US | Erstveröffentlichung: Juni 1961 Verkäufe: + 1.000.000                                                                |                                                                                      |
| 1961 | Too Many Rules • US: MGM EPD 119 | — | — | — | — | US72 (2 Wo.)US | Erstveröffentlichung: Juni 1961                                                                                      |                                                                                      |
| 1961 | Havah Negilah • DE: MGM 61 043 | — | — | — | — | — | Erstveröffentlichung: Juli 1961                                                                                      |                                                                                      |
| 1961 | Einmal komm’ ich wieder • DE: MGM 61 044 | DE16 (3 Mt.)DE | — | — | — | — | Erstveröffentlichung: Juli 1961                                                                                      |                                                                                      |
| 1961 | Hollywood • DE: MGM 61 048 (A-Seite: Dreamboat) • US: MGM K 13039 (A-Seite: Hollywood) | — | — | — | — | US42 (7 Wo.)US | Erstveröffentlichung: September 1961                                                                                 |                                                                                      |
| 1961 | Dreamboat • DE: MGM 61 048 (A-Seite: Dreamboat) • US: MGM K 13039 (A-Seite: Hollywood) | — | — | — | — | US14 (9 Wo.)US | Erstveröffentlichung: September 1961                                                                                 |                                                                                      |
| 1961 | When the Boy in Your Arms (Is the Boy in Your Heart) • DE: MGM 61 055 • US: MGM K 13051 | — | — | — | — | US10 (12 Wo.)US | Erstveröffentlichung: November 1961                                                                                  |                                                                                      |
| 1961 | Eine Insel für Zwei • DE: MGM 61 050 | DE7 (5 Mt.)DE | — | — | — | — | Erstveröffentlichung: November 1961                                                                                  |                                                                                      |
| 1961 | Baby’s First Christmas • UK: MGM 1145 | — | — | — | UK30 (4 Wo.)UK | US26 (5 Wo.)US | Erstveröffentlichung: November 1961                                                                                  |                                                                                      |
| 1962 | Don’t Break the Heart That Loves You / Tu’ mir nicht weh (Deutsche Version) • DE: MGM 61 056 (DE-Version); MGM 61 057 (EN-Version) • UK: MGM 1157 (EN-Version) • US: MGM K 13059 (EN-Version)                                | DE2 (5 Mt.)DE | — | — | UK39 (3 Wo.)UK | US1 (13 Wo.)US | Erstveröffentlichung: Januar 1962 (EN-Version) Erstveröffentlichung: Mai 1962 (DE-Version)                           |                                                                                      |
| 1962 | Paradiso • DE: MGM 61 056 | DE2 (5 Mt.)DE | — | — | — | — | Erstveröffentlichung: Mai 1962 B-Seite von Tu’ mir nicht weh                                                         |                                                                                      |
| 1962 | Lili Marleen • DE: MGM 61 053 | DE9 (5 Mt.)DE | — | — | — | — | Erstveröffentlichung: Januar 1962 Original: Lale Andersen                                                            |                                                                                      |
| 1962 | Don’t Cry on My Shoulder • UK: MGM 1151 | — | — | — | — | — | Erstveröffentlichung: Februar 1962                                                                                   |                                                                                      |
| 1962 | Second Hand Love • DE: MGM 61 059 • US: MGM K 13074 | — | — | — | — | US7 (9 Wo.)US | Erstveröffentlichung: April 1962                                                                                     |                                                                                      |
| 1962 | Vacation • DE: MGM 61 063 • UK: MGM 1165 • US: MGM K 13087 | — | — | — | UK10 (9 Wo.)UK | US9 (9 Wo.)US | Erstveröffentlichung: Juli 1962                                                                                      |                                                                                      |
| 1962 | He Thinks I Still Care | — | — | — | — | US57 (8 Wo.)US | Erstveröffentlichung: September 1962                                                                                 |                                                                                      |
| 1962 | I Was Such a Fool (To Fall in Love with You) • DE: MGM 61 067 • UK: MGM 1171 • US: MGM K 13096 | — | — | — | — | US24 (9 Wo.)US | Erstveröffentlichung: September 1962                                                                                 |                                                                                      |
| 1962 | Wenn du gehst • DE: MGM 61 065 | DE2 (6 Mt.)DE | — | — | — | — | Erstveröffentlichung: November 1962                                                                                  |                                                                                      |
| 1962 | Violino Tzigano • DE: MGM 61 066 | — | — | — | — | — | Erstveröffentlichung: November 1962                                                                                  |                                                                                      |
| 1962 | I’m Gonna Be Warm This Winter • DE: MGM 61 072 • UK: MGM 1185 • US: MGM K 13116 | — | — | — | UK48 (1 Wo.)UK | US18 (11 Wo.)US | Erstveröffentlichung: November 1962                                                                                  |                                                                                      |
| 1962 | Al Di La • US: Metro-Goldwyn-Mayer, Inc. 45-MGM 19206 | — | — | — | — | US90 (5 Wo.)US | Erstveröffentlichung: Dezember 1962                                                                                  |                                                                                      |
| 1963 | Follow the Boys • DE: MGM 61 076 • UK: MGM 1193 • US: MGM K 13127 | — | — | — | — | US17 (10 Wo.)US | Erstveröffentlichung: Februar 1963                                                                                   |                                                                                      |
| 1963 | You’re the Only One Can Hurt Me / If My Pillow Could Talk • DE: MGM 61 079 (A-Seite: If My Pillow Could Talk) • UK: MGM 1202 (A-Seite: If My Pillow Could Talk) • US: MGM K 13143 (A-Seite: You’re the Only One Can Hurt Me) | — | — | — | — | US23 (9 Wo.)US | Erstveröffentlichung: April 1963                                                                                     |                                                                                      |
| 1963 | Barcarole in der Nacht • DE: MGM 61 078 | DE1 (6 Mt.)DE | — | — | — | — | Erstveröffentlichung: Mai 1963                                                                                       |                                                                                      |
| 1963 | Drownin’ My Sorrows • DE: MGM 61 081 • US: MGM K 13160 | — | — | — | — | US36 (7 Wo.)US | Erstveröffentlichung: Juli 1963                                                                                      |                                                                                      |
| 1963 | Look at Him • UK: MGM 1207 | — | — | — | — | — | Erstveröffentlichung: 16. August 1963                                                                                |                                                                                      |
| 1963 | Whatever Happened to Rosemarie / Your Other Love • DE: MGM 61 083 (A-Seite: Whatever Happened to Rosemarie) • UK: MGM 1212 (A-Seite Your Other Love) • US: MGM K 13176 (A-Seite: Whatever Happened to Rosemarie)             | — | — | — | — | US28 (7 Wo.)US | Erstveröffentlichung: 30. August 1963                                                                                |                                                                                      |
| 1963 | My Buddy • US: MGM SB 47 | — | — | — | — | — | Erstveröffentlichung: September 1963                                                                                 |                                                                                      |
| 1963 | Three O’Clock in the Morning • US: MGM SB 49 | — | — | — | — | — | Erstveröffentlichung: September 1963                                                                                 |                                                                                      |
| 1963 | Fascination • US: MGM SB 50 | — | — | — | — | — | Erstveröffentlichung: September 1963                                                                                 |                                                                                      |
| 1963 | Die Nacht ist mein • DE: MGM 61 080 | DE3 (4 Mt.)DE | — | — | — | — | Erstveröffentlichung: Oktober 1963                                                                                   |                                                                                      |
| 1963 | In the Summer of His Years • UK: MGM 1220 • US: MGM K 13203 | — | — | — | — | US46 (6 Wo.)US | Erstveröffentlichung: Dezember 1963                                                                                  |                                                                                      |
| 1964 | Nino • DE: MGM 61 085 | DE12 (3 Mt.)DE | — | — | — | — | Erstveröffentlichung: Januar 1964                                                                                    |                                                                                      |
| 1964 | Gracia • DE: MGM 61 086 | — | — | — | — | — | Erstveröffentlichung: Januar 1964                                                                                    |                                                                                      |
| 1964 | Blue Winter • DE: MGM 61 089 • UK: MGM 1224 • US: MGM K 13214 | — | — | — | — | US24 (9 Wo.)US | Erstveröffentlichung: Januar 1964                                                                                    |                                                                                      |
| 1964 | Be Anything (But Be Mine) • DE: MGM 61 091 • UK: MGM 1236 • US: MGM K 13237 | — | — | — | — | US25 (8 Wo.)US | Erstveröffentlichung: April 1964                                                                                     |                                                                                      |
| 1964 | Napoli • DE: MGM 61 090 | DE12 (4 Mt.)DE | — | — | — | — | Erstveröffentlichung: Mai 1964                                                                                       |                                                                                      |
| 1964 | Looking for Love / Ich wär’ gerne verliebt (DE-Version) • DE: MGM 61 094 (EN-Version); MGM 61 098 (DE-Version) • US: MGM K 13256 (EN-Version)                                                                                | DE22 (½ Mt.)DE | — | — | — | US45 (7 Wo.)US | Erstveröffentlichung: Juni 1964 (EN-Version) Erstveröffentlichung: September 1964 (DE-Version)                       |                                                                                      |
| 1964 | Don’t Ever Leave Me • DE: MGM 61 102 • UK: MGM 1253 • US: MGM K 13287 | — | — | — | — | US42 (7 Wo.)US | Erstveröffentlichung: Oktober 1964                                                                                   |                                                                                      |
| 1964 | Abends in der Mondscheinallee • DE: MGM 61 101 | DE23 (5 Mt.)DE | — | — | — | — | Erstveröffentlichung: November 1964                                                                                  |                                                                                      |
| 1964 | Whose Heart Are You Breaking Tonight? • US: MGM K 13303 | — | — | — | — | US43 (7 Wo.)US | Erstveröffentlichung: Dezember 1964                                                                                  |                                                                                      |
| 1965 | For Mama • DE: MGM 61 112 • US: MGM K 13325 | — | — | — | — | US48 (6 Wo.)US | Erstveröffentlichung: Februar 1965                                                                                   |                                                                                      |
| 1965 | Ho bisogno di verderti • DE: MGM 61 106 | — | — | — | — | — | Erstveröffentlichung: Februar 1965                                                                                   |                                                                                      |
| 1965 | Come On, Jerry • DE: MGM 61 108 | — | — | — | — | — | Erstveröffentlichung: März 1965                                                                                      |                                                                                      |
| 1965 | Du mußt bleiben, Angelino • DE: MGM 61 109 | DE10 (3½ Mt.)DE | — | — | — | — | Erstveröffentlichung: März 1965                                                                                      |                                                                                      |
| 1965 | Wishing It Was You • US: MGM K 13331 | — | — | — | — | US57 (7 Wo.)US | Erstveröffentlichung: April 1965                                                                                     |                                                                                      |
| 1965 | My Child • UK: MGM 1271 | — | — | — | UK26 (6 Wo.)UK | — | Erstveröffentlichung: Mai 1965                                                                                       |                                                                                      |
| 1965 | Forget Domani • UK: MGM 1265 • US: MGM K 13363 | — | — | — | — | US79 (7 Wo.)US | Erstveröffentlichung: Juni 1965                                                                                      |                                                                                      |
| 1965 | Hast du Heimweh • DE: MGM 61 114 | DE29 (1 Mt.)DE | — | — | — | — | Erstveröffentlichung: Juni 1965                                                                                      |                                                                                      |
| 1965 | Weekend Boy • DE: MGM 61 114 | DE29 (2½ Mt.)DE | — | — | — | — | Erstveröffentlichung: Juni 1965 B-Seite von Hast du Heimweh                                                          |                                                                                      |
| 1965 | Roundabout • UK: MGM 1282 • US: MGM K 13389 | — | — | — | — | US80 (4 Wo.)US | Erstveröffentlichung: 2. August 1965                                                                                 |                                                                                      |
| 1965 | Mein Herz wird warten • DE: MGM 61 118 | DE24 (1½ Mt.)DE | — | — | — | — | Erstveröffentlichung: September 1965                                                                                 |                                                                                      |
| 1965 | Jealous Heart • UK: MGM 1293 • US: MGM K 13420 | — | — | — | UK44 (2 Wo.)UK | US47 (8 Wo.)US | Erstveröffentlichung: November 1965                                                                                  |                                                                                      |
| 1965 | Der Mond war schuld daran • DE: MGM 61 126 | — | — | — | — | — | Erstveröffentlichung: Dezember 1965                                                                                  |                                                                                      |
| 1966 | Laß mich geh’n • DE: MGM 61 122 | DE24 (1½ Mt.)DE | — | — | — | — | Erstveröffentlichung: Januar 1966                                                                                    |                                                                                      |
| 1966 | The Phoenix Love Theme (Senza Fine) • UK: MGM 1295 | — | — | — | — | — | Erstveröffentlichung: Januar 1966                                                                                    |                                                                                      |
| 1966 | Love Is Me, Love Is You • UK: MGM 1305 • US: MGM K 13470 | — | — | — | — | US66 (6 Wo.)US | Erstveröffentlichung: Februar 1966                                                                                   |                                                                                      |
| 1966 | It’s a Different World • DE: MGM 61 131 • US: MGM K 13505 | — | — | — | — | — | Erstveröffentlichung: Mai 1966                                                                                       |                                                                                      |
| 1966 | A Letter From a Soldier (Dear Mama) • US: MGM K 13545 | — | — | — | — | — | Erstveröffentlichung: Juni 1966                                                                                      |                                                                                      |
| 1966 | So Nice (Summer Samba) • US: MGM K 13578 | — | — | — | — | — | Erstveröffentlichung: August 1966                                                                                    |                                                                                      |
| 1966 | Meine Reise ist zu Ende • DE: MGM 61 137 | DE24 (2 Mt.)DE | — | — | — | — | Erstveröffentlichung: September 1966                                                                                 |                                                                                      |
| 1966 | Spanish Nights and You / Noches epanolas y tu (Spanische Version) • DE: MGM 61 143 (EN-Version) • UK: MGM 1327 (EN-Version) • US: MGM K 13610 (EN-Version); MGM K 14089 (ES-Version)                                         | — | — | — | — | US99 (2 Wo.)US | Erstveröffentlichung: Oktober 1966 (EN-Version) Erstveröffentlichung: Oktober 1969 (ES-Version)                      |                                                                                      |
| 1966 | Es ist so schön, daß es dich gibt • DE: MGM 61 144 | DE24 (2½ Mt.)DE | — | — | — | — | Erstveröffentlichung: Dezember 1966                                                                                  |                                                                                      |
| 1967 | Another Page • UK: MGM 1334 • US: MGM K 13665 | — | — | — | — | — | Erstveröffentlichung: Januar 1967                                                                                    |                                                                                      |
| 1967 | Malaguena • US: MGM K 13710 | — | — | — | — | — | Erstveröffentlichung: März 1967                                                                                      |                                                                                      |
| 1967 | Somewhere, My Love (Schiwago-Melodie) • DE: MGM 61 148 • UK: MGM 1320 | — | — | — | — | — | Erstveröffentlichung: März 1967                                                                                      |                                                                                      |
| 1967 | Lonesome Me • US: MGM K 13711 | — | — | — | — | — | Erstveröffentlichung: März 1967                                                                                      |                                                                                      |
| 1967 | Time Alone Will Tell • UK: MGM 1336 • US: MGM K 13718 | — | — | — | — | US94 (1 Wo.)US | Erstveröffentlichung: März 1967                                                                                      |                                                                                      |
| 1967 | My Heart Cries for You • UK: MGM 1347 • US: MGM K 13773 | — | — | — | — | — | Erstveröffentlichung: Juli 1967                                                                                      |                                                                                      |
| 1967 | Goodbye Mama • DE: MGM 61 152 | — | — | — | — | — | Erstveröffentlichung: Juli 1967                                                                                      |                                                                                      |
| 1967 | Keine Liebe ohne Tränen • DE: MGM 61 163 | DE30 (1½ Mt.)DE | — | — | — | — | Erstveröffentlichung: Juli 1967                                                                                      |                                                                                      |
| 1967 | Lonely Again • US: MGM K 13814 | — | — | — | — | — | Erstveröffentlichung: September 1967                                                                                 |                                                                                      |
| 1967 | Alte Liebe rostet nicht • DE: MGM 61 163 | — | — | — | — | — | Erstveröffentlichung: Oktober 1967                                                                                   |                                                                                      |
| 1967 | My World Is Slipping Away • DE: MGM 61 184 • UK: MGM 1381 • US: MGM K 13876 | — | — | — | — | — | Erstveröffentlichung: Dezember 1967                                                                                  |                                                                                      |
| 1968 | Why Say Goodbye (A Comme Amour) / Du sagst Goodbye (Deutsche Version) • DE: MGM 61 189 (EN-Version): MGM 61 192 (DE-Version) • UK: MGM 1407 (EN-Version) • US: MGM K 13923 SS (EN-Version)                                   | — | — | — | — | — | Erstveröffentlichung: März 1968 (EN-Version) Erstveröffentlichung: August 1968 (DE-Version)                          |                                                                                      |
| 1968 | Lass mich bei dir sein • DE: MGM 61 178 | — | — | — | — | — | Erstveröffentlichung: April 1968                                                                                     |                                                                                      |
| 1968 | Somebody Else Is Taking My Place • UK: MGM 1446 • US: MGM K 13948 | — | — | — | — | — | Erstveröffentlichung: Juni 1968                                                                                      |                                                                                      |
| 1968 | Nixon’s The One • US: Faillace Productions N-FSR-6109 | — | — | — | — | — | Erstveröffentlichung: September 1968                                                                                 |                                                                                      |
| 1968 | Canzone di Napoli • DE: MGM 61 196 | — | — | — | — | — | Erstveröffentlichung: Oktober 1968                                                                                   |                                                                                      |
| 1968 | I Don’t Wanna Play House • US: MGM K 14004 | — | — | — | — | — | Erstveröffentlichung: November 1968                                                                                  |                                                                                      |
| 1969 | Fahre hinaus mit den Sternen • DE: MGM 61 212 | — | — | — | — | — | Erstveröffentlichung: 1969                                                                                           |                                                                                      |
| 1969 | Strand der 1.000 Lieder • DE: MGM 61 217 | — | — | — | — | — | Erstveröffentlichung: 1969                                                                                           |                                                                                      |
| 1969 | Laß mir die bunten Träume • DE: MGM 61 224 | — | — | — | — | — | Erstveröffentlichung: 1969                                                                                           |                                                                                      |
| 1969 | The Wedding Cake • UK: MGM 1471 • US: MGM K 14034 | — | — | — | — | US91 (4 Wo.)US | Erstveröffentlichung: Januar 1969                                                                                    |                                                                                      |
| 1969 | Gone Like the Wind • DE: MGM 61 216 • US: MGM K 14058 | — | — | — | — | — | Erstveröffentlichung: Mai 1969                                                                                       |                                                                                      |
| 1969 | Mr. Love • UK: MGM 1493 • US: MGM K 14091 | — | — | — | — | — | Erstveröffentlichung: November 1969                                                                                  |                                                                                      |
| 1970 | Ich zähl’ die Stunden (bis zum Wiederseh’n) • DE: MGM 2006 004 | — | — | — | — | — | Erstveröffentlichung: 1970                                                                                           |                                                                                      |
| 1971 | Moderne Märchen • DE: MGM 2041 185 | — | — | — | — | — | Erstveröffentlichung: 1971                                                                                           |                                                                                      |
| 1971 | Don’t Turn Around • US: Ivanhoe I-508 | — | — | — | — | — | Erstveröffentlichung: Juli 1971                                                                                      |                                                                                      |
| 1972 | Meine Welt beginnt bei dir • DE: MGM 2041 336 | — | — | — | — | — | Erstveröffentlichung: 1972                                                                                           |                                                                                      |
| 1973 | Should I Tie a Yellow Ribbon Round the Ole Oak Tree? (The Answer) • DE: GSF 63.006 • UK: GSF GSZ 10 • US: GSF 6901 | — | — | — | — | — | Erstveröffentlichung: Mai 1973                                                                                       |                                                                                      |
| 1978 | Burning Bridges • UK: Polydor 2066 881 | — | — | — | — | — | Erstveröffentlichung: 24. Februar 1978                                                                               |                                                                                      |
| 1978 | My Mother’s Eyes / Lovin’ Man • DE: United Artists 36 430 AT (A-Seite: Lovin’ Man) • UK: United Artists UP 36463 (A-Seite: My Mother’s Eyes)                                                                                 | — | — | — | — | — | Erstveröffentlichung: 27. Oktober 1978 Original: Roy Orbison – Oh, Pretty Woman                                      |                                                                                      |
| 1979 | Three Good Reasons • UK: Polydor POSP 75 | — | — | — | — | — | Erstveröffentlichung: 28. September 1979                                                                             |                                                                                      |
| 1980 | I’m Me Again • US: MGM MG 14853; Polydor PD 2143 | — | — | — | — | — | Erstveröffentlichung: Oktober 1980                                                                                   |                                                                                      |
| 1992 | Go, Connie, Go • DE: Polydor 863 350-7 | DE23 (11 Wo.)DE | AT16 (6 Wo.)AT | — | — | — | Erstveröffentlichung: 1992                                                                                           |                                                                                      |
| 1992 | Jive Connie • DE: Polydor 865 384-7 | DE2 Gold · (30 Wo.)DE | AT2 Gold · (22 Wo.)AT | — | — | — | Erstveröffentlichung: April 1992                                                                                     |                                                                                      |
| 1992 | Que sera • DE: Herzklang 658928 2 | — | — | — | — | — | Erstveröffentlichung: 1992 mit Peter Kraus; Original: Doris Day – Whatever Will Be, Will Be (Que sera, sera)         |                                                                                      |

grau schraffiert: keine Chartdaten aus diesem Jahr verfügbar

## Promoveröffentlichungen

### EPs
| Jahr | Titel Musiklabel Katalog-Nr. | Anmerkungen                |
| ---- | ---------------------------- | -------------------------- |
| 1961 | Connie Francis • MGM 63 010  | Erstveröffentlichung: 1961 |

### Singles
| Jahr | Titel Musiklabel Katalog-Nr.                             | Anmerkungen                     |
| ---- | -------------------------------------------------------- | ------------------------------- |
| 1959 | Singing the Blues • US: MGM SB 6                         | Erstveröffentlichung: 1959      |
| 1959 | Hearts of Stone • US: MGM SB 7                           | Erstveröffentlichung: 1959      |
| 1959 | Heartbreak Hotel • US: MGM SB 8                          | Erstveröffentlichung: 1959      |
| 1959 | I Almost Lost My Mind • US: MGM SB 9                     | Erstveröffentlichung: 1959      |
| 1959 | Rock-a-Bye Your Baby with a Dixie Melody • US: MGM SB 10 | Erstveröffentlichung: 1959      |
| 1960 | Guaglione • US: MGM SB 31                                | Erstveröffentlichung: 1960      |
| 1960 | Just Say I Love Him • US: MGM SB 32                      | Erstveröffentlichung: 1960      |
| 1960 | Summertime in Venice • US: MGM SB 33                     | Erstveröffentlichung: 1960      |
| 1960 | Torero • US: MGM SB 34                                   | Erstveröffentlichung: 1960      |
| 1960 | Return to Me • US: MGM SB 35                             | Erstveröffentlichung: 1960      |
| 1963 | Anniversary Waltz • US: MGM SB 46                        | Erstveröffentlichung: 1963      |
| 1963 | Always • US: MGM SB 48                                   | Erstveröffentlichung: 1963      |
| 1966 | A Nurse in the U.S. Army • US: MGM K 13550               | Erstveröffentlichung: Juni 1966 |

## Boxsets
| Jahr | Titel Musiklabel Katalog-Nr.                                                    | Anmerkungen                                     |
| ---- | ------------------------------------------------------------------------------- | ----------------------------------------------- |
| 1967 | Connie Francis • US: MGM CS 6-5                                                 | Erstveröffentlichung: Februar 1967 5-Single-Set |
| 1993 | White Sox, Pink Lipstick … and Stupid Cupid • DE: Bear Family Records BCD 15616 | Erstveröffentlichung: 5. Juli 1993 5-CD-Box     |
| 1996 | Kissin’, Twistin’, Goin’ Where the Boys Are • DE: Bear Family Records LC 5197   | Erstveröffentlichung: 12. April 1996 5-CD-Box   |
| 2010 | Classic Album Collection • DE: GSS Golden Stars GSS5651                         | Erstveröffentlichung: 2. Februar 2010 3-CD-Box  |
| 2012 | Eight Classic Albums • DE: Real Gone RGMCD024                                   | Erstveröffentlichung: 12. August 2012 4-CD-Box  |
| 2013 | Long Play Collection • DE: Goldies GLD25620                                     | Erstveröffentlichung: 8. Februar 2013 3-CD-Box  |
| 2013 | Eight Classic Albums Vol. 2 • DE: Real Gone RGMCD 057                           | Erstveröffentlichung: 1. März 2013 4-CD-Box     |
| 2014 | The USA & UK Singles 1955–1962 • DE: Real Gone RGMCD 166                        | Erstveröffentlichung: 7. November 2014 4-CD-Box |
| 2015 | 19 Original Albums & Bonus Tracks • DE: Documents DOC600261                     | Erstveröffentlichung: 28. August 2015 10-CD-Box |
| 2017 | The Absolutely Essential 3 CD Collection • DE: Big 3 BT 3156                    | Erstveröffentlichung: 11. August 2017 3-CD-Box  |
| 2019 | Eight Classic Albums • DE: Reel To Reel RTRCD 065                               | Erstveröffentlichung: 8. März 2019 4-CD-Box     |

## Statistik

### Chartauswertung
|                     | DE    | AT    | CH    | UK    | US     |
| ------------------- | ----- | ----- | ----- | ----- | ------ |
| Nummer-eins-Alben   | DE—DE | AT—AT | CH—CH | UK1UK | US—US  |
| Top-10-Alben        | DE—DE | AT1AT | CH—CH | UK1UK | US2US  |
| Alben in den Charts | DE1DE | AT1AT | CH—CH | UK4UK | US22US |

|                       | DE     | AT    | CH    | UK     | US     |
| --------------------- | ------ | ----- | ----- | ------ | ------ |
| Nummer-eins-Singles   | DE1DE  | AT—AT | CH—CH | UK2UK  | US3US  |
| Top-10-Singles        | DE12DE | AT1AT | CH—CH | UK10UK | US16US |
| Singles in den Charts | DE27DE | AT2AT | CH—CH | UK24UK | US55US |

### Auszeichnungen für Musikverkäufe
| Goldene Schallplatte - Kanada - 1987: für das Album A Sentimental Treasury | Platin-Schallplatte - Neuseeland - 1990: für das Album All the Best |

Anmerkung: Auszeichnungen in Ländern aus den Charttabellen bzw. Chartboxen sind in ebendiesen zu finden.
| Land/RegionAuszeichnungen für Musikverkäufe (Land/Region, Auszeichnungen, Verkäufe, Quellen) | Silber  | Gold     | Platin  | Verkäufe | Quellen           |
| -------------------------------------------------------------------------------------------- | ------- | -------- | ------- | -------- | ----------------- |
| Deutschland (BVMI)                                                                           | —       | Gold1    | —       | 250.000  | musikindustrie.de |
| Kanada (MC)                                                                                  | —       | Gold1    | —       | 50.000   | musiccanada.com   |
| Neuseeland (RMNZ)                                                                            | —       | —        | Platin1 | 20.000   | Einzelnachweise   |
| Österreich (IFPI)                                                                            | —       | Gold1    | —       | 25.000   | ifpi.at           |
| Vereinigte Staaten (RIAA)                                                                    | —       | Gold1    | —       | 500.000  | riaa.com          |
| Vereinigtes Königreich (BPI)                                                                 | Silber1 | Gold1    | —       | 160.000  | bpi.co.uk         |
| Insgesamt                                                                                    | Silber1 | 5× Gold5 | Platin1 |          |                   |